# Joseph Villeneuve de Janti
Joseph Théodore Villeneuve de Janti (Andrésy, 21 giugno 1868 – Rambouillet, 7 giugno 1944) è stato un entomologo francese specializzato in ditteri.
Ha lavorato presso l'Istituto Pasteur di Parigi e presso il Museo nazionale di storia naturale. Oltre a nominare molti nuovi taxa Villeneuve ha fatto molti contributi significativi per l'entomologia medica. Era un membro della Société entomologique de France.

## Pubblicazioni
- 1911. Description de deux nouveaux Diptères. Wien. Entomol. Ztg. 30: 81-84.
- 1914. Etude sur quelques types de myodaires supérieurs. I.Types de Fabricius et de Wiedemann du Musée zoologique de Copenhague.Rev. Zool. Afr. 3: 429-41.
- 1915. Diptères nouveaux d'Afrique. Bull. Soc. Entomol. Fr. 1915: 225-27.
- 1918. Espèes nouvelles de diptères de la famille des Cypselidae (Borboridae).Bull. Soc. Entomol. Fr. 1917: 333-38.
- 1922. Descriptions d'espèces nouvelles du genre "Musca". Ann. Sci. Nat. Zool. (10) 5: 335-36.
- 1926. Descriptions de myodaires supérieurs nouveaux. Bull. Ann. Soc. R. Entomol. Belg. 66: 269-75.
- 1927. Myodaires supérieurs nouveaux de l'Ile de Formose. Rev. Zool. Bot. Afr. 15: 387-97.
- 1929. Myodaires supérieurs nouveaux. Bull. Ann. Soc. R. Entomol. Belg. 69: 61-68.
- 1936. Schwedisch-chinesische wissenschaftliche Expedition nach den nordwestlichen Provinzen Chinas, unter Leitung von Dr. Sven Hedin und Prof. Sh Ping-chang. Insekten gesammelt vom schwedischen Arzt der Expedition Dr. David Hummel 1927—1930. 52. Diptera. 16.Muscidae. Ark. Zool. (A) 27(34), 13 p.

| Villeneuve, Villeneuve de Janti è l'abbreviazione standard utilizzata per le specie animali descritte da Joseph Villeneuve de Janti. Categoria:Taxa classificati da Joseph Villeneuve de Janti |